# Montvernier
Montvernier is een gemeente in het Franse departement Savoie (regio Auvergne-Rhône-Alpes) en telt 136 inwoners (1999). De plaats maakt deel uit van het arrondissement Saint-Jean-de-Maurienne.

## Geografie
De oppervlakte van Montvernier bedraagt 6,8 km², de bevolkingsdichtheid is 20,0 inwoners per km².
De onderstaande kaart toont de ligging van Montvernier met de belangrijkste infrastructuur en aangrenzende gemeenten.
Het dorp is verbonden met Pontamafrey door de departementale weg D77b die de klif beklimt die de twee dorpen scheidt door middel van 17 kronkelende bochten: de "Lacets de Montvernier".

## Demografie
Onderstaande figuur toont het verloop van het inwonertal (bron: INSEE-tellingen).